# Кокси (певица)
Кокси́ (фр. Koxie; наст. имя: Лора Коэн, фр. Laure Cohen; род. 26 февраля 1977 года) — французская певица.

## Биография
Настоящее имя певицы Кокси — Лора Коэн (фр. Laure Cohen).
Родилась в 1977 году. Как пишет музыкальный сайт AllMusic, Кокси «быстро эволюционировала на артистическом поприще»: она «училась танцу, открыла свою собственную художественную школу и работала диджеем на одной из самых популярных радиостанций Франции». Тем не менее славу в итоге принесло ей не это всё, а песня «Garçon», которую она выложила на своей страничке на сайте MySpace. Эта композиция с прилипчивым припевом, в которой отразилось увлечение Кокси хип-хопом, была замечена и заработала большое количество прослушиваний. Потом песня была выпущена как сингл, её подхватили радиостанции, и она стала во Франции большим хитом. Песня «Garçon» также вошла в первый альбом певицы, во многом определив его успешные продажи.